# Edgar Morin
Pour les articles homonymes, voir Nahum (homonymie) et Morin.
Edgar Nahoum, dit Edgar Morin, né le 8 juillet 1921 à Paris 9e, est un sociologue et philosophe français.
Théoricien de la pensée complexe, il est notamment l'auteur de La Méthode, une somme en six volumes (1977–2004) qui se veut une méthodologie de la transdisciplinarité. Il définit sa façon de penser comme « constructiviste », en précisant : « C’est-à-dire que je parle de la collaboration du monde extérieur et de notre esprit pour construire la réalité ».
Antifasciste pendant la guerre d'Espagne puis résistant sous l'Occupation, il est un fervent militant communiste dans sa jeunesse mais quitte le PCF en 1951. Il développe alors, en relation avec son travail de recherche, une pensée politique humaniste, qui appelle à intégrer les dimensions écologiques, sociales, économiques et culturelles pour répondre aux défis contemporains.
Il est connu pour son engagement dans le Collegium international éthique, politique et scientifique et dans le collectif Roosevelt, qu'il a cofondés.

## Biographie
Edgar Morin a écrit plusieurs ouvrages revenant sur son passé, dont Autocritique en 1959, Vidal et les siens en 1989, Itinérance en 2006, Mon chemin en 2008 et Les souvenirs viennent à ma rencontre en 2019.
Il naît sous le nom de Nahoum le 8 juillet 1921. Son père, Vidal Nahoum, est un commerçant en bonneterie dans le quartier du Sentier à Paris, avec sa mère Louna Beressi. Tous deux sont des Juifs grecs originaires de Salonique et de lointaine ascendance italienne. Edgar Morin grandit dans un environnement non pratiquant, sa famille étant « moderne et laïcisée depuis trois générations ». Sa mère meurt en 1931 alors qu'il n'est âgé que de dix ans. En 1917, une lésion au cœur lui avait été diagnostiquée et on lui avait en principe interdit d'avoir des enfants, pensant qu'elle ne survivrait pas à l'accouchement.
En 1936, pendant la guerre d'Espagne, son premier acte politique est d'intégrer une organisation libertaire, Solidarité internationale antifasciste, pour préparer des colis à destination de l'Espagne républicaine,. En 1938, il rejoint les rangs du Parti frontiste, une petite formation de la gauche pacifiste et antifasciste. Membre du Parti communiste français à partir de 1941. Il quitte Paris pour la zone libre où il continue ses études de droit à l'université Toulouse-Capitole. Il entre en 1942 dans la Résistance communiste au sein des Forces unies de la jeunesse patriotique. Il intègre ensuite le mouvement de Michel Cailliau, le MRPGD (Mouvement de résistance des prisonniers de guerre et déportés). En 1943, il est commandant dans les Forces françaises combattantes et est homologué comme lieutenant. Son mouvement fusionne avec celui de François Mitterrand, il devient le MNPGD (Mouvement national des prisonniers de guerre et déportés). Il adopte alors le pseudonyme de Morin : l'anecdote — confirmée par Edgar Morin lors d'une émission sur France Inter — veut que lors d'une réunion de résistants à Toulouse, le jeune Edgar se présentât sous le nom d'Edgar Magnin, en référence directe au personnage de Malraux dans L'Espoir ; mais une camarade comprit « Morin », et il ne chercha pas à rectifier.
En 1945, il devient attaché à l'état-major de la 1re armée française en Allemagne, puis chef du bureau « Propagande » dans le Gouvernement militaire français en 1946. Il écrit à cette époque L'An zéro de l'Allemagne, où il dresse un état des lieux de l'Allemagne, insistant sur l'état mental du peuple vaincu, en état de « somnambulisme », en proie à la faim et aux rumeurs. Ce livre arrive au moment du tournant communiste, où après la stigmatisation de la culpabilité allemande, Staline déclare qu'Hitler passe et que le peuple allemand reste.
Maurice Thorez l'invite à écrire dans l'hebdomadaire Les Lettres françaises. Il demande alors au philosophe Martin Heidegger, dont il reprend le concept d'ère planétaire, un texte pour la revue Fontaine de Max-Pol Fouchet, et le no 54 de l'été 1946 (L'hymne « Tel qu'en un jour de fête », sur un poème d'Hölderlin, traduit par Joseph Rovan).
En 1948 et 1949 il écrit dans la rubrique « Arts et spectacles » du Patriote Résistant, alors bimensuel, édité par la Fédération nationale des déportés et internés résistants et patriotes, avant d'en partir avec Robert Antelme à la suite de divergences avec le Parti communiste français. Membre du Parti depuis 1941, il s'en éloigne à partir de 1949 et en est exclu en 1951 pour avoir écrit un article dans le journal France Observateur : « Ce fut comme un chagrin d'enfant, énorme et très court », dira-t-il.
Avec l'appui de Maurice Merleau-Ponty, de Vladimir Jankélévitch et de Pierre George, il entre en 1950 au CNRS et fait partie du Centre d'études sociologiques dirigé par Georges Friedmann. Il cofonde la revue Arguments en 1956.
En 1955, il est l'un des quatre animateurs du Comité contre la guerre d'Algérie. Il défend ainsi en particulier Messali Hadj, mais contrairement à Jean-Paul Sartre, André Breton, Guy Debord ou encore ses amis Marguerite Duras et Dionys Mascolo, il ne signe pas la Déclaration sur le droit à l'insoumission dans la guerre d'Algérie, dite « Manifeste des 121 », publiée en septembre 1960 dans le journal Vérité-Liberté. Comme il pense que l'urgence est d'éviter l'installation de dictatures en France et en Algérie, il lance avec Claude Lefort, Maurice Merleau-Ponty et Roland Barthes un appel pour l'urgence des négociations.
En 1965, il participe à une étude transdisciplinaire au sein d'une vaste recherche de la DGRST, mobilisant de multiples disciplines, sur une commune en Bretagne, publiée sous le nom de La Métamorphose de Plodémet (1967), sur la commune de Plozévet (Finistère), où il séjourne près d'un an. Ce fut un des premiers essais d’ethnologie dans la société française contemporaine.
Il s'intéresse très vite aux pratiques culturelles, qui sont encore émergentes et mal considérées par les intellectuels : L'Esprit du temps (1960), La Rumeur d'Orléans (1969).
Durant les années 1960, il part près de deux ans en Amérique latine où il enseigne à la Faculté latino-américaine des sciences sociales de Santiago du Chili. En 1969, il est invité à l'Institut Salk de San Diego. Il y retrouve Jacques Monod, l'auteur de Le Hasard et la Nécessité et conçoit les fondements de la pensée complexe et de ce qui deviendra sa Méthode.

### Vie familiale
Le 12 mai 1945, Edgar Morin épouse, dans le 18e arrondissement de Paris, Irène « Violette » Chapellaubeau. Née le 4 août 1917 à Hautefort en Dordogne, morte le 2 décembre 2003 à Paris, son père est huissier et sa mère institutrice. Tous deux se sont rencontrés en 1940 à Toulouse où ils fréquentaient le cours de philosophie de Vladimir Jankélévitch, et où Irène Chapellaubeau menait des activités dans la résistance. De leur union naissent deux enfants : Irène Nahoum-Léothaud, née en 1947, sociologue ; Véronique Nahoum-Grappe, née en 1948, anthropologue. Le couple divorce le 10 avril 1970. Irène Chapellaubeau se remarie avec le sociologue Pierre Naville.
En 1970 il épouse Johanne Harrelle, sa compagne depuis 1964, dont il divorce en restant son ami jusqu'à son décès en 1994. En 1982 il épouse Edwige Lannegrace, dont il est veuf en 2008. Depuis 2012, il est marié à la sociologue marocaine naturalisée française Sabah Abouessalam, née le 13 avril 1959 à Marrakech, avec qui il a notamment rédigé le livre L'homme est faible devant la femme (Presses de la Renaissance, 2013), puis en 2020 Changeons de voie - Les leçons du coronavirus (Denoël, 2020). En 2013 Sabah Abouessalam a aussi essayé, avec lui, de réhabiliter une ferme écologique, propriété de sa famille dans la région de Marrakech, en s’inspirant de l'agro-écologie de Pierre Rabhi.

## Carrière

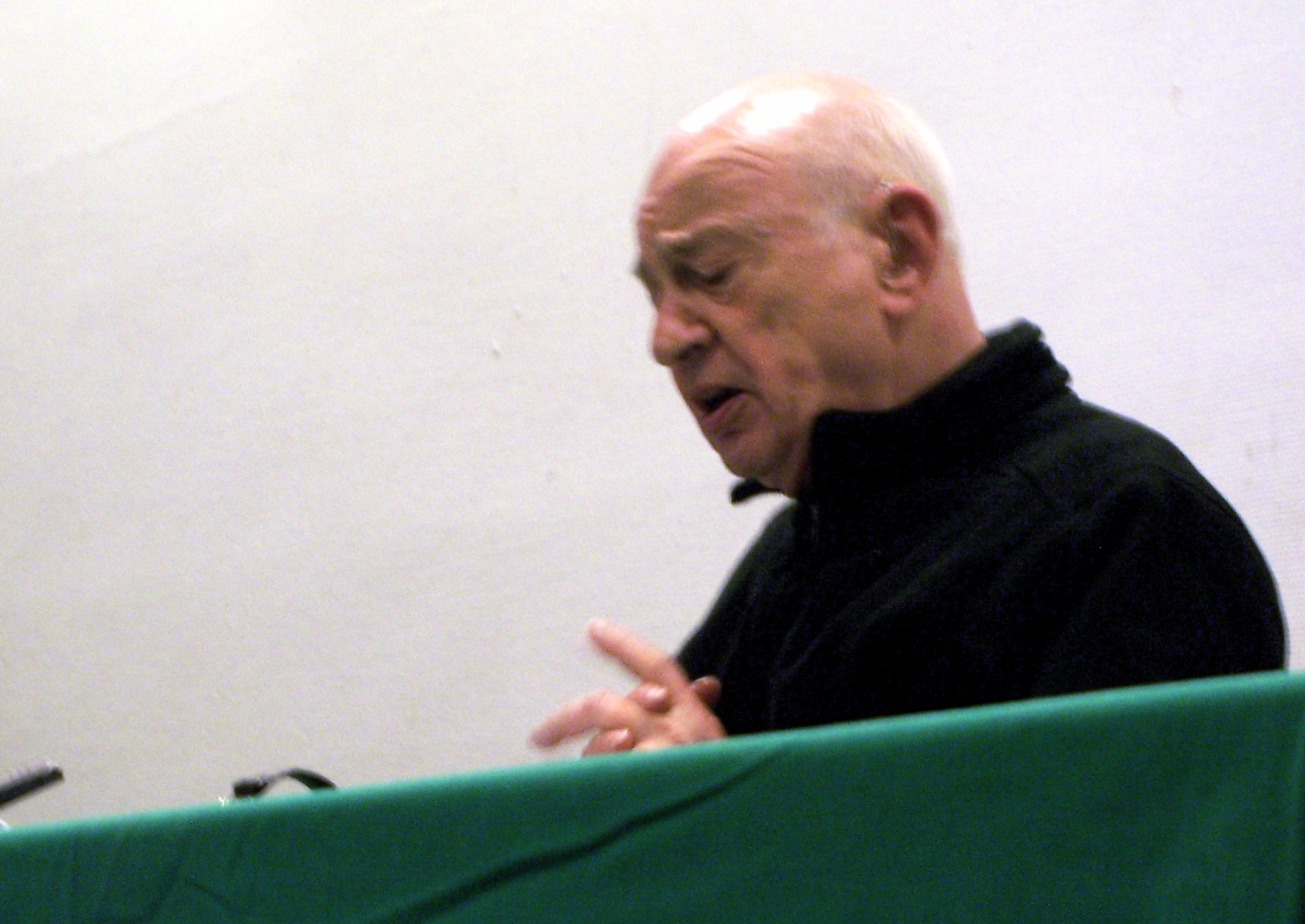
Edgar Morin à Paris (2006).

De 1973 à 1989, Edgar Morin dirige le Centre d'études des communications de masse (CECMAS), fondé par Georges Friedmann en 1960.
Comme il l'indique en 2009 dans un entretien pour la revue CNRS Le Journal, il est avant tout autodidacte, titulaire d'une licence en histoire et géographie et d'une licence de droit. Il indique avoir suivi des cours de philosophie, d'économie et de sciences politiques, disciplines pour lesquelles il n'a pas obtenu de diplômes. Il indique par ailleurs : « J'ai pourtant fait une carrière au CNRS. J'ai été élu maître de recherche sans avoir écrit de thèse de doctorat ».
Edgar Morin est à l'origine de plusieurs revues : Arguments (1956-1962), la Revue française de sociologie (1960) et Communications.

### Reconnaissance et postérité
Directeur de recherche émérite au CNRS depuis 1993, Edgar Morin est docteur honoris causa de plusieurs universités à travers le monde. Il crée en 1997 et préside l’Association pour la pensée complexe (APC) qui a pour objet de promouvoir et faciliter le développement des méthodes de la pensée complexe. Son travail exerce une forte influence sur la réflexion contemporaine, notamment dans le monde méditerranéen et en Amérique latine, et jusqu'en Chine, Corée, Japon.
Edgar Morin, avec Michel Rocard et Stéphane Hessel, compte parmi les membres fondateurs du Collegium international éthique, politique et scientifique, association regroupant des scientifiques, intellectuels, anciens chefs d'État ou de gouvernement, qui souhaitent apporter des réponses intelligentes et appropriées à l'échelle mondiale aux nouveaux défis de notre temps. Il est aujourd'hui président d'honneur du Collegium.
Le CECMAS où il a exercé toute sa carrière est renommé en 2008 « Centre Edgar Morin ».
Un documentaire lui est consacré en 2015, intitulé Edgar Morin, chronique d'un regard, coréalisé par Olivier Bohler et Céline Gailleurd.
Le 7 avril 2015 le nom d'Edgar Morin est donné au lycée d'excellence de Douai qui devient ainsi le lycée d'excellence Edgar-Morin.

## Œuvre

### Le cinéma

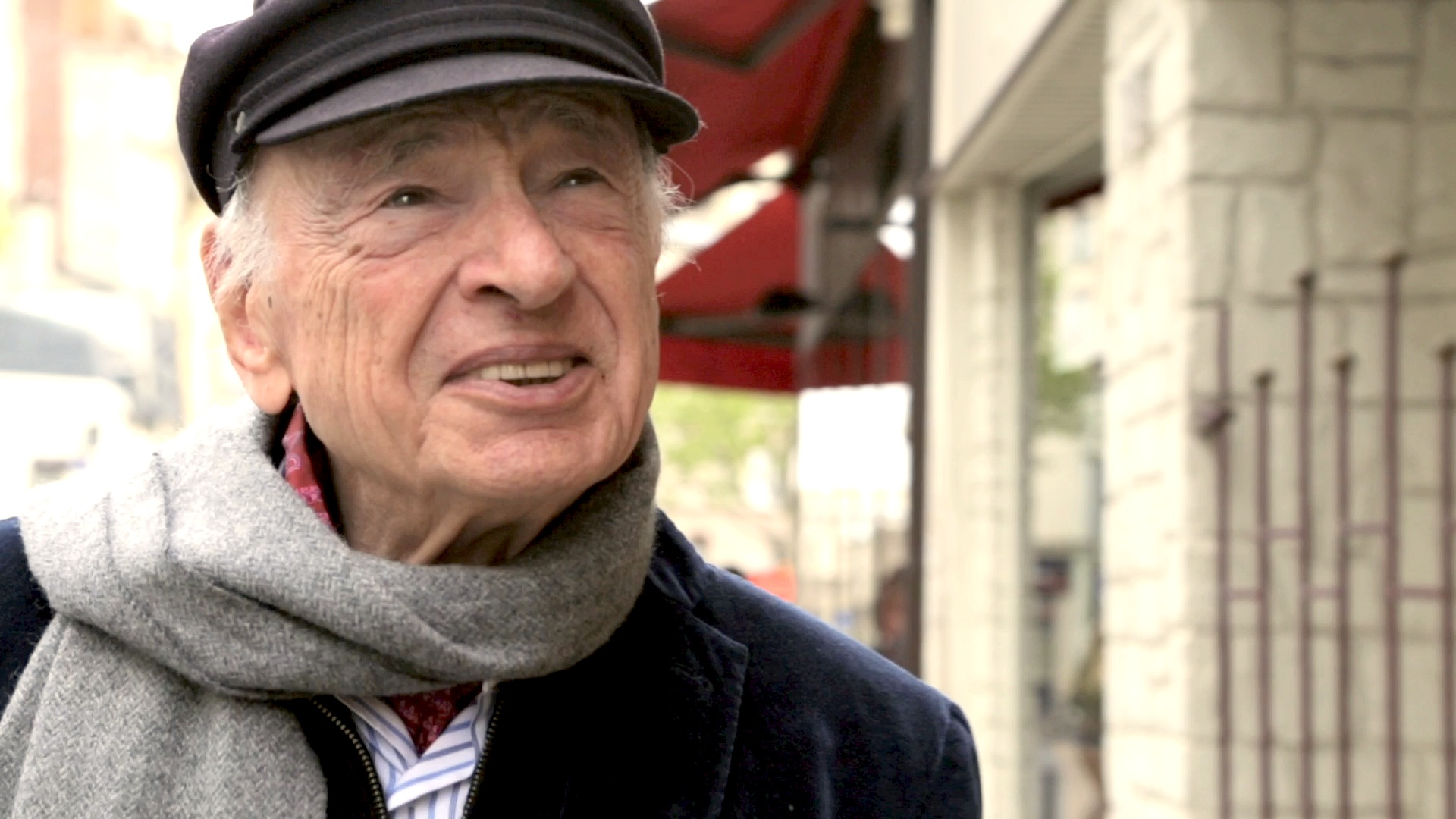
Edgar Morin sur le tournage de Edgar Morin, Chronique d'un regard.

Dès l'adolescence, au début des années 1930, Edgar Morin se passionne pour le cinéma de langue allemande (de l'autrichien Georg Wilhelm Pabst en particulier), soviétique (Le Chemin de la vie, Les Marins de Kronstadt) et les films du réalisme poétique français, comme À nous la liberté ou 14 juillet, de René Clair.
À son entrée au CNRS en 1950, encore très influencé par ses recherches pour son livre L'Homme et la Mort, qui lui révèlent l'importance de l'imaginaire et du mythe, il commence à étudier le cinéma. Il participe alors à la Revue internationale de filmologie et publiera en 1956 Le Cinéma ou l'Homme imaginaire, dans lequel il analyse le dispositif de la projection cinématographique et développe le concept de projection-identification, qui permet au spectateur à la fois de se projeter dans l'image cinématographique, en même temps qu'il s'identifie aux personnages sur l'écran. Selon lui, le spectateur voit sur l'écran des ombres, des doubles de personnages réels, qui se chargent par la projection de puissances quasi magiques, à l'instar des fantômes ou des revenants des mythologies anciennes. Le texte considéré alors par certains comme acte fondateur de l'histoire culturelle du cinéma fait aussi le constat du retard accumulé par les sciences humaines dans l'appréhension du cinéma.
L'année suivante, dans Les Stars, il poursuit son analyse du phénomène de divinisation des stars par le public, partant des stars du muet, magnifiées et inaccessibles, jusqu'aux stars modernes, devenues plus humaines, jusque dans l'exposition de leurs faiblesses.
Edgar Morin poursuit son étude du cinéma dans de nombreux articles, entre autres pour la revue La Nef.
En 1960 Edgar Morin coréalise avec Jean Rouch le film Chronique d'un été, qui jette les bases du cinéma-vérité. Les deux réalisateurs s'attachent à la question du bonheur, en suivant divers personnages, principalement des jeunes gens, étudiants ou ouvriers, à Paris, au cours de l'été 1960. Parmi ces jeunes gens se trouvent, alors inconnus, Marceline Loridan-Ivens, Régis Debray, Marilù Parolini (France Culture diffusera en 1991 une importante émission de Jean-Pierre Pagliano en 25 épisodes : Chronique d'un été, 30 ans après, avec J. Rouch et E. Morin, qui prolonge les interrogations du film et fait le point sur l'apport du « cinéma-vérité »).
Edgar Morin est ensuite sollicité pour écrire le scénario de L'Heure de la vérité, pour le cinéaste Henri Calef, qui doit raconter l'histoire d'un ancien nazi, chef de camp de concentration, qui s'est réfugié en Israël sous l'identité d'un déporté qu'il a supprimé. Le film se tourne en Israël, avec Karlheinz Böhm, Daniel Gélin et Corinne Marchand, mais la collaboration avec Henri Calef se passe mal et Edgar Morin retirera son nom des dialogues du film, apparaissant au générique sous le pseudonyme de Beressi, qui est le nom de jeune fille de sa mère.
Edgar Morin revient sur l'aspect fondateur du cinéma dans son parcours intellectuel, dans le film de Céline Gailleurd et Olivier Bohler, Edgar Morin, chronique d'un regard, qui est salué par un bel accueil critique en avril 2015. Le film suit le cinéaste à Paris et Berlin, en conférence et dans divers musées, comme le Filmmuseum Berlin et le musée du quai Branly. De nombreux extraits inédits de Chronique d'un été permettent de mieux comprendre la gestation de ce projet, de même que le livre de Séverine Graff qui revient sur la généalogie et l'accueil complexe du film.

### Le Paradigme perdu

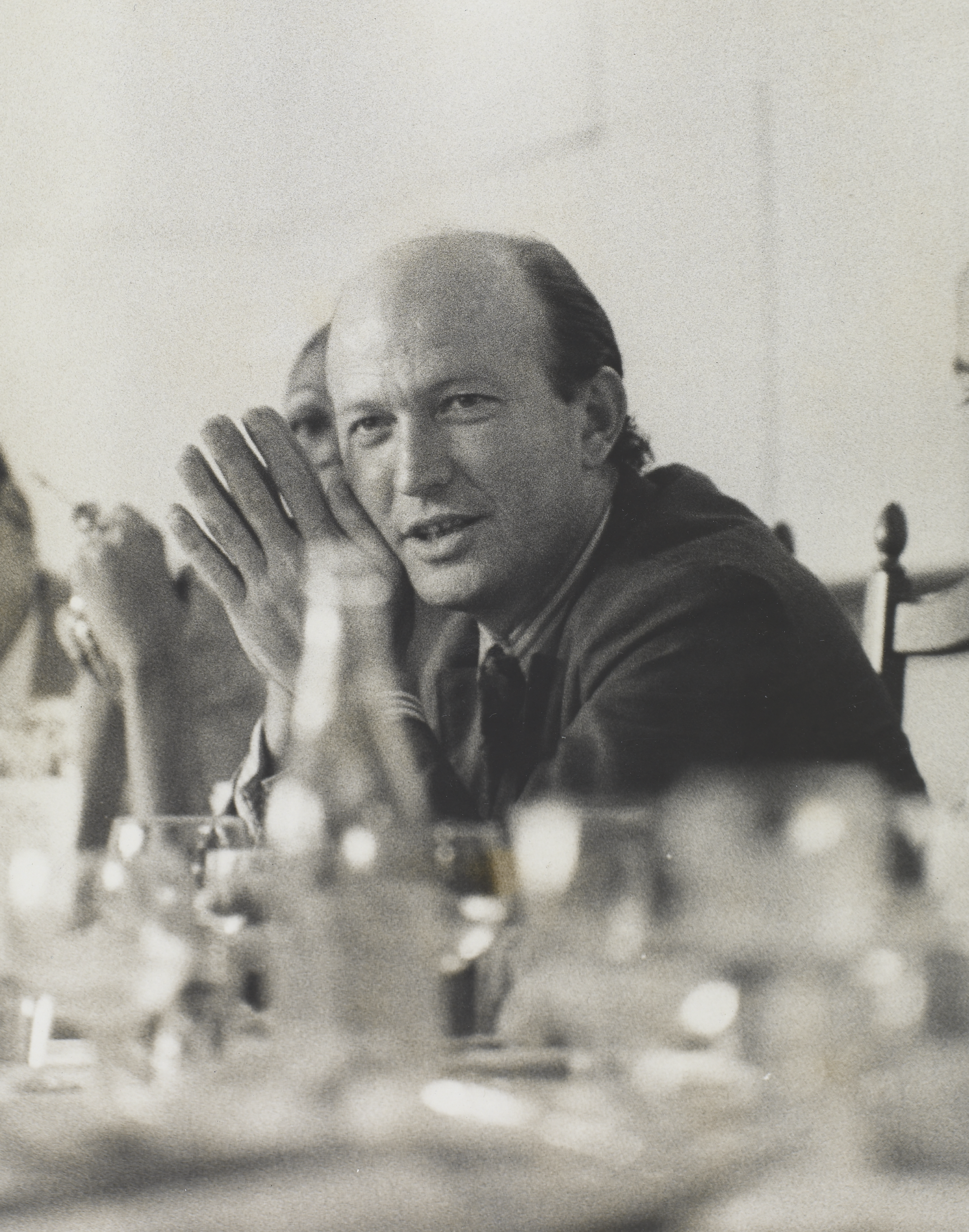
Edgar Morin durant un colloque à Rio de Janeiro (1972).

En septembre 1972, Edgar Morin co-organise avec Jacques Monod et Massimo Piattelli-Palmarini (en) le colloque international « L'Unité de l'Homme », au Centre international d'études bioanthropologiques et d'anthropologie fondamentale (CIEBAF) devenu ensuite le Centre Royaumont pour une science de l'homme. Ont été réunis des biologistes, anthropologues, sociologues, mathématiciens, cybernéticiens afin de faire se rapprocher (reliance) les points de vue, les oppositions et les options fondamentales des spécialités et de leurs épistémologies.
La communication d'Edgar Morin, « Le Paradigme perdu : la nature humaine », transformée et enrichie, deviendra un livre qui paraîtra l'année suivante. Il y est dit que nature et culture sont indissociables l'une de l'autre, chacune produisant l'autre dans une boucle récursive permanente.
Un ouvrage en trois tomes (Le primate et l'homme, Le cerveau humain et Pour une anthropologie fondamentale) réunit les contributions des participants au colloque.

### La pensée complexe
Ce concept, dont la première formulation se trouve dans le livre Science avec conscience (1982), exprime une forme de pensée acceptant les imbrications de chaque domaine de la pensée et la transdisciplinarité. Le terme de complexité est pris au sens de son étymologie « complexus » qui signifie « ce qui est tissé ensemble » dans un enchevêtrement d'entrelacements (plexus).
Edgar Morin confesse avoir trouvé ce mot dans la définition de la complexité issue de l'œuvre de W. Ross Ashby.

### La Méthode
La Méthode est l'œuvre majeure d'Edgar Morin. Comprenant six volumes au total (qui peuvent être lus dans le désordre), on pourrait la qualifier d'encyclopédie (qui met en cycle les savoirs) : la méthode y est déroulée de façon cyclique, pour ne pas dire répétitive, s'appliquant à de nombreuses notions dont certaines sont reprises ci-après.
Le premier tome, intitulé La Nature de la nature, où sont traités les concepts d'ordre et de désordre, de système, d'information, etc. du monde physique.
Le second, intitulé La Vie de la vie, aborde le vivant, la biologie.
Les troisième et quatrième tomes abordent le thème de la connaissance.
Le troisième est intitulé La Connaissance de la connaissance. Il aborde la connaissance du point de vue anthropologique. Il y ouvre le chantier de l'épistémologie complexe.

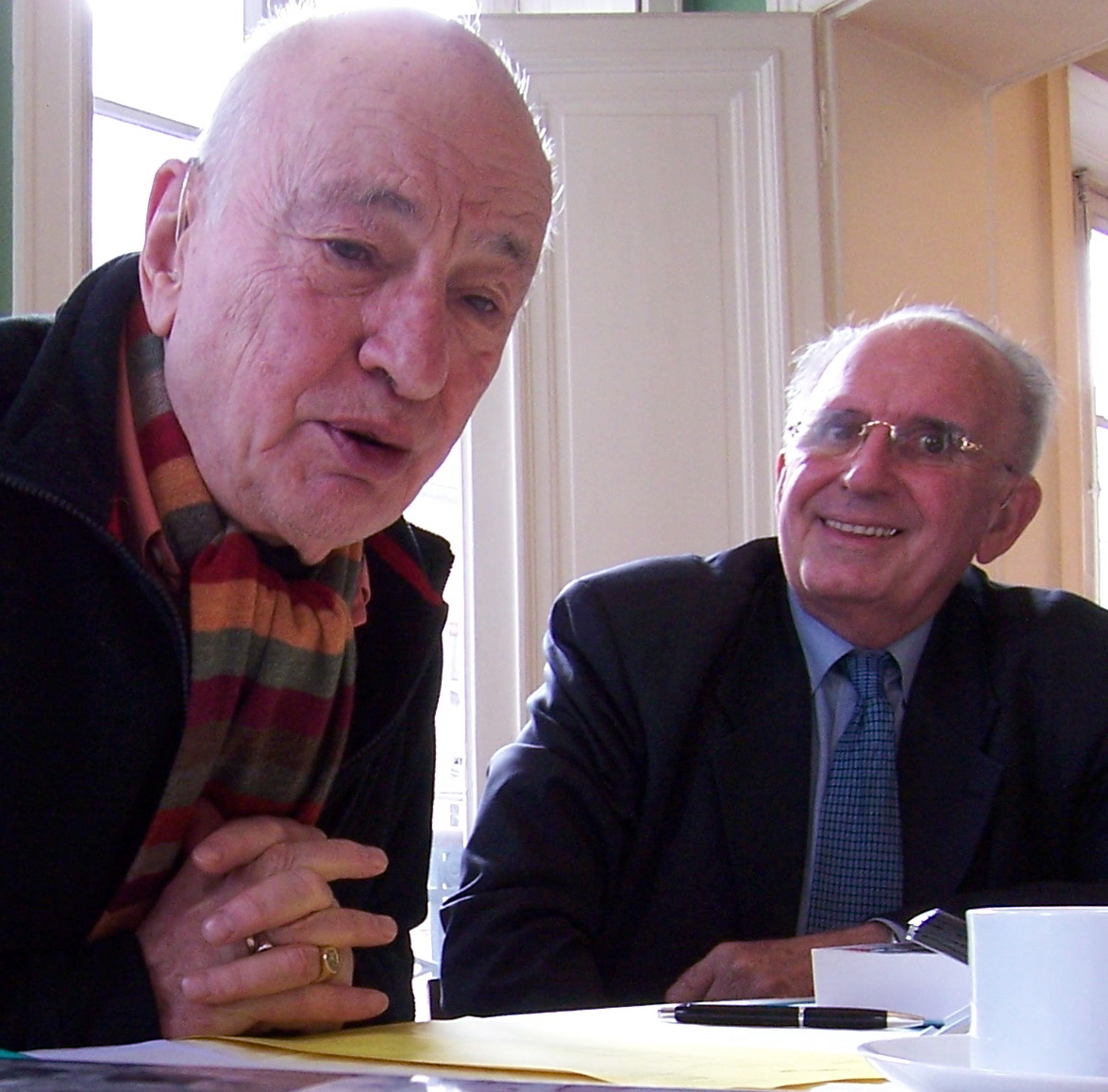
Edgar Morin (à gauche) avec Jean-Louis Le Moigne.

Le quatrième tome de La Méthode, Les Idées, d'après les mots d'Edgar Morin, « pourrait aussi en être le premier ». En effet, « il constitue l'introduction la plus aisée à « la connaissance de la connaissance » et de façon inséparable au problème et à la nécessité d'une pensée complexe ». Il complète l'œuvre épistémologique du troisième tome en abordant la connaissance du point de vue collectif ou sociétal (« l'organisation des idées »), puis au niveau de la « vie des idées », qu'il appelle la noologie. Il traite en particulier dans un dernier chapitre des notions philosophiques de langage, de logique et de paradigme, auxquelles il applique sa méthode.
Dans une note de lecture, Jean-Louis Le Moigne souligne l'importance du dernier chapitre de ce tome 4 qu'Edgar Morin consacre à « la Paradigmatologie » : « encore un néologisme nouveau, dira-t-on ? Sans doute, mais il me semble si fécond pour nous permettre d'entendre la richesse de l'univers pensable sans commencer par l'appauvrir en la simplifiant ». Jean-Louis Le Moigne cite pour conclure Edgar Morin : « Nous en sommes au préliminaire dans la constitution d'un paradigme de complexité lui-même nécessaire à la constitution d'une paradigmatologie. Il s'agit non de la tâche individuelle d'un penseur mais de l'œuvre historique d'une convergence de pensées. » Selon les mots de Morin, la paradigmatologie est « le niveau qui contrôle tous les discours qui se font sous son emprise et qui oblige les discours à obéir ».
Le cinquième tome (L'Humanité de l'humanité, L'Identité humaine) est consacré à la question de la trinité humaine : Individu - Société - Espèce.
La Méthode se termine par un sixième tome intitulé Éthique, qui envisage les incertitudes et les contradictions éthiques et prône une éthique de la compréhension.

### La pensée qui relie
Cette section ne s'appuie pas, ou pas assez, sur des sources secondaires ou tertiaires indépendantes du sujet. Le texte peut contenir des analyses inexactes ou inédites de sources primaires.
Pour l'améliorer, ajoutez-en, ou placez des modèles {{Source secondaire souhaitée}} ou {{Source secondaire nécessaire}} sur les passages mal sourcés. (juin 2025)
Edgar Morin utilise le terme de « reliance » pour indiquer le besoin de relier ce qui a été séparé, disjoint, morcelé, détaillé, compartimenté, classé, trié… en disciplines, écoles de pensée, etc.
Il aime aussi envisager les choses dans une combinaison de confrontation, complémentarité, concurrence, coopération, les quatre en étroite synergie dynamique.
Il prône l'attitude d'ouverture. Il aime à dire qu'il est animé par un certain « esprit de la vallée », en référence au Tao. L'esprit de la vallée recueille les « eaux » qui viennent de différents versants.
Il a avancé sept principes-guides pour une pensée qui relie, principes qui sont complémentaires et interdépendants.
1. Le principe systémique ou organisationnel : L'idée systémique est à l'opposé de l'idée réductionniste car « le tout est plus que la somme des parties ». Les émergences, qualités ou propriétés nouvelles apparaissent dans l'organisation d'un nouveau produit que les composants ne possédaient pas. « Le tout est moins que la somme des parties » également car certaines qualités des composants sont inhibées par l'organisation de l'ensemble ;
2. Le principe hologrammatique : Chaque cellule est une partie d'un tout — l'organisme global —, mais le tout est lui-même dans la partie : la totalité du patrimoine génétique est présente dans chaque cellule individuelle ; la société est présente dans chaque individu-citoyen, en tant que tout, à travers son langage, sa culture, ses normes ;
3. Le principe de boucle rétroactive : « L'effet agit sur la cause » referme le processus de causalité de linéarité ouverte « la cause agit sur l'effet ». Comme dans un système autonome de chauffage où le thermostat régule le fonctionnement. Comme l'homéostasie des organismes vivants ;
4. Le principe de boucle récursive : C'est une boucle génératrice dans laquelle les produits et les effets sont eux-mêmes producteurs et causateurs de ce qui les produit. Chaque être vivant est produit et producteur dans le système de reproduction. Les individus produisent la société dans et par leurs interactions, et la société, en tant que tout émergeant, produit l'humanité des individus en leur apportant le langage et la culture[38] ;
5. Le principe d'auto-éco-organisation : Les [choses] vivantes sont des [systèmes] auto-organisateurs qui sans cesse s'auto-produisent et par là-même dépensent de l'énergie pour entretenir leur autonomie et doivent donc puiser de l'énergie dans leur milieu, dont elles dépendent pour être autonomes ;
6. Le principe dialogique : Relation complexe entre deux entités ou instances concurrentes et antagonistes, qui sont en même temps complémentaires. Elles se nourrissent l’une de l’autre, tout en s’opposant et se combattant. Edgar Morin utilise la métaphore du yin yang. Exemples : « autonomie / dépendance », « passion / raison », « égocentrisme / Altruisme », « individu / société / espèce » dialogiques présentes en chaque être humain, « ordre / désordre / interactions / organisation » (présente dès la naissance de l’Univers)
7. Le principe de réintroduction du connaissant dans toute connaissance : Tout objet-machine, tout objet-processus inventés contient du « sujet » qui les a conçus. De la perception à la théorie scientifique, toute connaissance est une reconstruction / traduction pour un esprit / cerveau dans une culture et un temps donnés.

« L'humanisme ne saurait plus être porteur de l'orgueilleuse volonté de dominer l'Univers. Il devient essentiellement celui de la solidarité entre humains, laquelle implique une relation ombilicale avec la nature et le cosmos. »

### Conscience planétaire et politique de civilisation

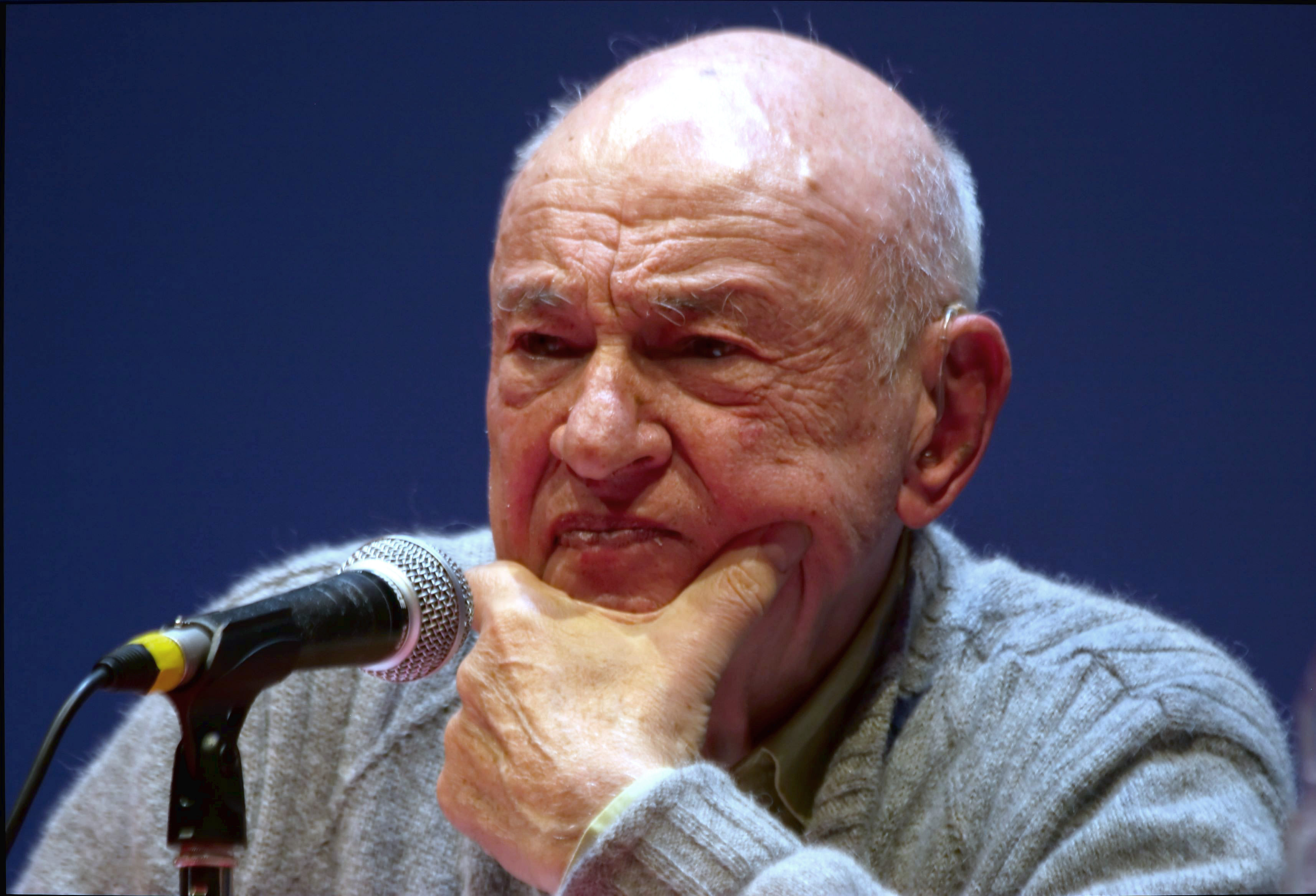
Edgar Morin intervenant au forum Libération (2008).

Avec Terre-Patrie, écrit en 1993, (avec Anne-Brigitte Kern), Edgar Morin en appelle à une « prise de conscience de la communauté du destin terrestre », véritable conscience planétaire : « C'est en Californie, en 1969-1970, que des amis scientifiques de l'université de Berkeley m'ont éveillé la conscience écologique », rapporte-t-il, avant de s'alarmer : « Trois décennies plus tard, après l'assèchement de la mer d'Aral, la pollution du lac Baïkal, les pluies acides, la catastrophe de Tchernobyl, la contamination des nappes phréatiques, le trou d'ozone dans l'Antarctique, l'ouragan Katrina à La Nouvelle-Orléans, l'urgence est plus grande que jamais ».
En 2007, il est l'auteur de L'An I de l'ère écologique : la Terre dépend de l'homme qui dépend de la Terre. Le livre comporte un dialogue avec Nicolas Hulot.
Cette conscience doit s'accompagner pour Edgar Morin d'une nouvelle « politique de civilisation », pour sortir de cet « âge de fer planétaire… préhistoire de l'esprit humain ».
La politique de civilisation, explique Edgar Morin, « vise à remettre l’homme au centre de la politique, en tant que fin et moyen, et à promouvoir le bien-vivre au lieu du bien-être ». L'économiste Henri Bartoli appelle d'ailleurs à replacer l’homme au centre de l'économie (l'économie doit être au service de la vie et non l'inverse). Plus concrètement, partant du constat que la civilisation moderne génère souvent mal-être profond et individualisme, il propose de s'attacher « à régénérer les cités, à réanimer les solidarités, à susciter ou ressusciter des convivialités, à régénérer l'éducation ».
L'expression « politique de civilisation » a été reprise par le président de la République française Nicolas Sarkozy, lors de ses vœux du 31 décembre 2007. Edgar Morin s'est montré très nuancé quant à cette utilisation du concept : « Je ne peux exclure que M. Sarkozy réoriente sa politique dans ce sens, mais il ne l'a pas montré jusqu'à présent et n'en donne aucun signe. »[source insuffisante], « J’ai deux désaccords très importants avec Sarkozy : sur la politique extérieure, où je vois un alignement sur Bush ; et sur l’intérieur et la politique inhumaine envers les immigrés. Pour le reste, il y a une marge d’incertitude et il peut évoluer. […] Le chef de l’État est un personnage plastique, en mouvement. Il n’a pas encore pris conscience du caractère radical d’une politique de civilisation. »[source insuffisante]

### Les Sept Savoirs nécessaires à l’éducation du futur
Edgar Morin, dans son avant-propos, classe cet opus comme l'ultime d'une trilogie :
- La tête bien faite. Repenser la réforme, réformer la pensée, 1999 ;
- Relier les connaissances, 1999 ;
- Les Sept Savoirs nécessaires à l'éducation du futur, 2000.

Il y dégage les sept thèmes qui doivent devenir fondamentaux dans les enseignements.

### Penser la crise: l'abîme ou la métamorphose?
Cette section ne s'appuie pas, ou pas assez, sur des sources secondaires ou tertiaires indépendantes du sujet. Le texte peut contenir des analyses inexactes ou inédites de sources primaires.
Pour l'améliorer, ajoutez-en, ou placez des modèles {{Source secondaire souhaitée}} ou {{Source secondaire nécessaire}} sur les passages mal sourcés. (juin 2025)
La réflexion d’Edgar Morin plonge au cœur des mouvements de l’histoire, faite de sauts et de soubresauts, loin de l’idée de progrès linéaire, comme il l’explique à un journaliste de Sciences humaines au cours d’une conférence de décembre 2008 : « La réflexion sur le monde d’aujourd’hui ne peut s’émanciper d’une réflexion sur l’histoire universelle. Les périodes calmes et de prospérité ne sont que des parenthèses de l’histoire. Tous les grands empires et civilisations se sont crus immortels – les empires mésopotamien, égyptien, romain, perse, ottoman, maya, aztèque, inca… Et tous ont disparu et ont été engloutis. Voilà ce qu’est l’histoire : des émergences et des effondrements, des périodes calmes et des cataclysmes, des bifurcations, des tourbillons des émergences inattendues. »
Et parfois, ajoutera-il à la fin de sa conférence : « Au sein même des périodes noires, des graines d’espoir surgissent. Apprendre à penser cela, voilà l’esprit de la complexité. »

### Art et esthétique
En 2016 il consacre un ouvrage à l'esthétique, qui examine le problème de la création artistique et des arts.

## Engagements et prises de position

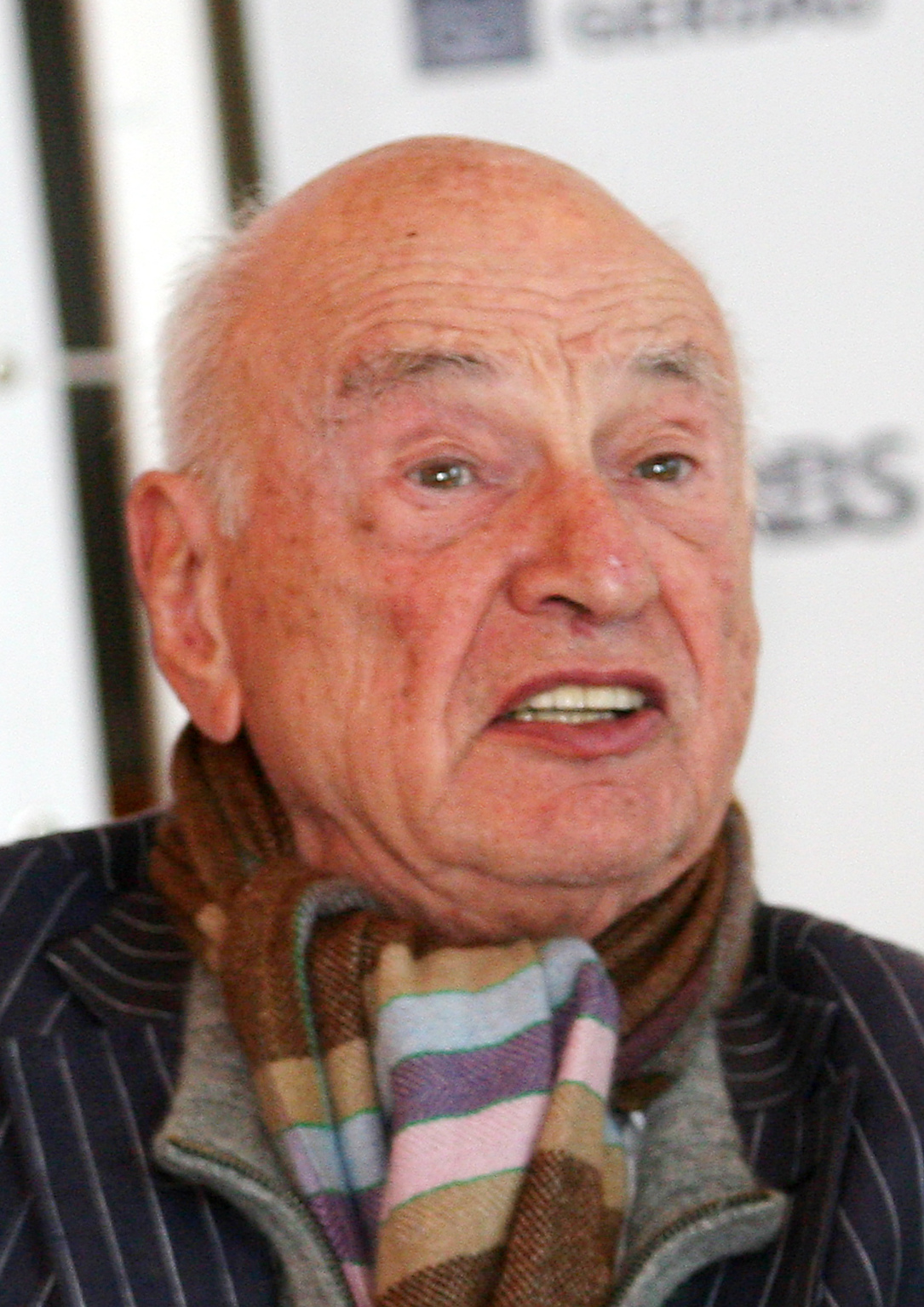
Edgar Morin à Porto Alegre (2011).

Dans un article en anglais intitulé « L'honneur de la vérité » et détaillant ses relations avec le Parti communiste français, Edgar Morin indique ainsi les circonstances de son engagement en 1942 : « j’étais un communiste de guerre, c’est-à-dire que j’étais entré en résistance au moment de la première résistance de Moscou, de la première contre-offensive et de Pearl Harbour, une période où, avant Stalingrad, un espoir était possible ». Il est alors proche de nombreux intellectuels « compagnons de route » de ce parti comme Georges Friedmann ou Jean-Paul Sartre. Selon sa notice dans le Maitron, « Edgar Morin fut exclu en 1951 : de fait, l’affaire yougoslave, puis le procès Rajk, avaient causé en lui « une rupture intérieure » (cf. Mon chemin, p. 110), et, depuis 1949, il avait cessé de militer au PCF ».
Depuis 1951, il est en revanche indépendant de tout parti politique, tout en se considérant de gauche, comme l'attestent les déclarations qu'il a exprimées au terme de la brève expérience de gestion socialiste sous la direction de Jospin. Dans un long texte de 1993 prenant de grandes distances avec « la conception marxienne de la société », tout comme avec les diverses conceptions du socialisme, tant « soviétique » que « social-démocrate », il conclut en effet en soulignant l'écart considérable résidant entre la « gestion socialiste » des affaires du monde avec les ambitions auxquelles il était nécessaire de s'atteler aujourd'hui : « Civiliser la terre, transformer l'espèce humaine en humanité, devient l'objectif fondamental et global de toute politique aspirant non seulement à un progrès, mais à la survie de l'humanité. Il est dérisoire que les socialistes, frappés de myopie, cherchent à « aggiornamenter », moderniser, social-démocratiser, alors que le monde, l'Europe, la France sont affrontés aux problèmes gigantesques de la fin des Temps modernes ».
Prenant position en 2002 sur le conflit israélo-palestinien, il considère que « les juifs d'Israël, descendants des victimes d'un apartheid nommé ghetto, ghettoïsent les Palestiniens. […] On a peine à imaginer qu'une nation de fugitifs, issue du peuple le plus persécuté de l'histoire de l'humanité […] soit capable de se transformer, en deux générations […] à l'exception d'une admirable minorité, en peuple méprisant ayant satisfaction à humilier »,. Le sociologue pense qu'il y a eu, de 2018 à 2020, de fortes interactions entre le déchaînement de l'anti-islamisme et la recrudescence de l'ancien antisémitisme, celui-ci étant lié à un nouvel anti-judaïsme issu de la politique d’Israël et répandu dans le monde arabe. Toutefois, selon lui, l'accusation d'antisémitisme demeure brandie de façon intempérante et indue par les défenseurs intégristes de la politique colonisatrice israélienne face à toute critique de cette politique[réf. nécessaire].
En 2002, il participe à la fondation du Collegium international éthique, politique et scientifique, sous la présidence de Milan Kučan, président de la République de Slovénie, et dont Sacha Goldmann, Michel Rocard, puis Stéphane Hessel, furent successivement secrétaires généraux, avec l'ambition de convaincre les nations et l'ONU d'œuvrer à une coopération internationale pour trouver les réponses éthiques et appropriées qu'attendent les peuples du monde face aux nouveaux défis de notre temps. Dans le cadre de ses collaborations avec les membres du Collegium, il publie en 2011 Rendre la terre habitable avec Peter Sloterdijk, et participe en 2012 à l'ouvrage collectif Le Monde n'a plus de temps à perdre qui appelle à une gouvernance mondiale solidaire et responsable. Il s'intéresse alors de plus en plus au processus de la mondialisation où « le vaisseau spatial terre est propulsé par trois moteurs couplés science/technique/économie, mais est dépourvu de pilote, ce qui prépare deux avenirs antagonistes, l'un de catastrophes (dégradation de la biosphère, multiplication des armes nucléaires, économie soumise à la spéculation financière, crise des civilisations traditionnelles et crise de la civilisation occidentale, multiplication des conflits et des fanatismes), l'autre de « transhumanisme » permettant de retarder la mort sans vieillir et de confier aux robots toutes les tâches ennuyeuses et pénibles. Mais cette dernière perspective d'homme augmenté, purement quantitative, ignore la nécessité d'un énorme progrès moral et intellectuel pour éviter les catastrophes et ne pas soumettre l'humanité à une algorithmisation qui la robotiserait ».
Il participe à la création en mars 2012 du collectif Roosevelt avec l'aide de Stéphane Hessel, Michel Rocard et de nombreux intellectuels et personnalités publiques de la société civile et politique. Ce collectif présente quinze propositions pour éviter un effondrement économique, élaborer une nouvelle société, lutter contre le chômage endémique et créer une Europe démocratique.
En 2013, il soutient publiquement le chef Raoni dans son combat contre le barrage de Belo Monte. Il participe avec ce dernier et de nombreux autres intellectuels, juristes et politiques au lancement d'un tribunal moral pour les crimes contre la nature et le futur de l'humanité lors de la Conférence « Rio+20 ». En 2013 il s'associe à la tribune publiée par le mouvement End ecocide in Europe et cosignée par douze autres intellectuels soutenant l'initiative citoyenne européenne « Arrêtons l'écocide en Europe ». En 2019, il déclare que c'est le pouvoir de l'argent qui est à l'origine de la dégradation de l'écologie.
Le 2 juillet 2015, il fait partie des premiers signataires, avec d'autres personnalités, d'une pétition demandant que la France accueille Edward Snowden et Julian Assange, à la suite de la lettre ouverte de ce dernier au président de la République François Hollande.
Edgar Morin affirme un point de vue « d'incroyant radical ». Il est membre du comité de parrainage de la Coordination française pour la décennie de la culture de paix et de non-violence et dit apprécier, à cet égard, le bouddhisme — qui est une religion sans dieu.
En 2018, il qualifie l’encyclique Laudato si' du pape François de texte providentiel, d'acte 1 d’un appel pour une nouvelle civilisation, reprenant la formule de Mikhaïl Gorbatchev de « maison commune », qu'il compare à sa formulation d’une vue complexe.

## Controverses

### L'affaire Plozévet
Dans les années 1960, Morin participe en compagnie d'autres chercheurs du CNRS à une étude multidisciplinaire sur la commune bretonne de Plozévet. En 1968, il se retrouve au centre d’une controverse après la publication des résultats de son étude. Protestant contre l'image donnée d'eux par le chercheur, des habitants se sentent « trahis » par son travail et dénoncent des « inexactitudes ». Morin, dans une démarche de conciliation, tente de clarifier ses intentions et de répondre aux critiques, notamment au cours d'une émission télé au cours de laquelle il répond en direct aux questions des habitants. Il en ressort que ces derniers ont mal interprété certains termes du jargon sociologique utilisés par Morin, alors que le chercheur a mal compris certaines blagues ou références culturelles bretonnes propres au pays Bigouden.

### Le «cancer israélo-palestinien»
Le 4 juin 2002, Edgar Morin publie dans le journal Le Monde, avec Sami Naïr et Danièle Sallenave, une retentissante tribune libre intitulée « Israël-Palestine : le cancer ». Cet article y développe l'idée que « ce cancer israélo-palestinien s'est formé, d'une part, en se nourrissant de l'angoisse historique d'un peuple persécuté par le passé et de son insécurité géographique ; d'autre part, du malheur d'un peuple persécuté dans son présent et privé de droit politique ».
Il critique « l'unilatéralisme » que porte la vision israélienne des choses. Pour lui, « c'est la conscience d'avoir été victime qui permet à Israël de devenir oppresseur du peuple palestinien. Le terme Shoah, qui singularise le destin victimaire juif et banalise tous les autres (ceux du Goulag, des Tsiganes, des Arméniens, des Noirs esclavagisés, des Indiens d'Amérique), devient la légitimation d'un colonialisme, d'un apartheid et d'une ghettoïsation pour les Palestiniens ».
Cet article valut à Edgar Morin et à ses coauteurs un procès pour « diffamation raciale et apologie des actes de terrorisme » intenté par les associations France-Israël et Avocats sans frontières. Ces associations obtinrent la condamnation du philosophe par la cour d'appel de Versailles, mais ce jugement fut cassé par un arrêt définitif de la Cour de cassation, qui a reconnu que la tribune incriminée relevait de la liberté d'expression de ses auteurs.

## Œuvres
Les ouvrages d'Edgar Morin ont été traduits en vingt-huit langues et dans quarante-deux pays.
- 1946 : L'An zéro de l'Allemagne (avant-propos de Bernard Groethuysen), Paris, Éditions de la Cité Universelle
- 1947 : Allemagne notre souci, Paris, Éditions Hier et Aujourd'hui
- 1948 : Une cornerie, roman, Paris, Éditions Nagel
- 1951 : L'Homme et la Mort, Paris, Éditions Corrêa ; réédition, Paris, Le Seuil, 1976[68]
- 1956 : Le Cinéma ou l'Homme imaginaire, Paris, Éditions de Minuit
- 1957 : Les Stars, Paris, Le Seuil ; réédition : Paris, Le Seuil, 1972
- 1959 : Autocritique, Paris, Le Seuil
- 1962 : L'esprit du temps. Essai sur la culture de masse, Paris, Grasset-Fasquelle[69].
- 1965 : Introduction à une politique de l'homme, Paris, Le Seuil[70] ; réédition : Paris, Le Seuil, 1999
- 1967 : Commune en France. La métamorphose de Plodémet, Paris, Fayard[71]
- 1968 : Mai 68, La Brèche (avec Claude Lefort et Cornelius Castoriadis), Paris, Fayard
- 1969 : La Rumeur d'Orléans, Paris, Le Seuil
- 1969 : Le vif du sujet, essai, Paris, Le Seuil
- 1970 : Journal de Californie, Paris, Le Seuil
- 1973 : Le Paradigme perdu : la nature humaine, Paris, Le Seuil[72]
- 1974 : L'unité de l'homme (avec Massimo Piattelli Palmarini), trois volumes, Paris, Le Seuil :
  - L'unité de l'homme : 1 - Le primate et l'homme
  - L'unité de l'homme : 2 - Le cerveau humain
  - L'unité de l'homme : 3 - Pour une anthropologie fondamentale, t. 3, Paris, Éditions du Seuil, 1974, 364 p. (ISBN 2-02-004824-8)
- 1975 : La bureaucratie (ouvrage collectif), Paris, Union générale d'éditions
- 1977-2004 : La Méthode, six volumes, Paris, Le Seuil :
  - 1977 : La Nature de la nature, t. 1, Paris, Le Seuil, coll. « Points », 1977, 414 p. (ISBN 978-2-02-005771-4). Nouvelle édition : 1981.
  - 1980 : La Vie de la vie, t. 2, Paris, Éditions du Seuil, coll. « Points », 1980, 482 p. (ISBN 978-2-02-008648-6). Nouvelle édition : 1985.
  - 1986 : La Connaissance de la connaissance, t. 3, Paris, Éditions du Seuil, coll. « Points », 1986, 255 p. (ISBN 978-2-02-014440-7). Nouvelle édition : 1992.
  - 1991 : Les Idées : Leur habitat, leur vie, leurs mœurs, leur organisation, t. 4, Paris, Éditions du Seuil, coll. « Points », 1991, 267 p. (ISBN 978-2-02-023960-8). Nouvelle édition : 1995.
  - 2001 : L’Humanité de l’humanité : L’identité humaine, t. 5, Paris, Éditions du Seuil, coll. « Points », 2003, 384 p. (ISBN 978-2-02-061644-7)
  - 2004 : Éthique, t. 6, Paris, Éditions du Seuil, coll. « Points », 2004, 288 p. (ISBN 978-2-7578-0183-3).
- 1981 : Pour sortir du XXe siècle, Paris, Nathan
- 1982 : Science avec conscience, Paris, Fayard ; Prix Halphen de l'Académie française
- 1983 : De la nature de l'URSS, Paris, Fayard
- 1984 : Sociologie, Paris, Fayard[73]
- 1984 : Le Rose et le noir, Paris, Galilée. Recueil de textes sur François Mitterrand et la crise des euromissiles.
- 1984 : New York : la ville des villes, Paris, Galilée
- 1987 : Penser l'Europe, Paris, Gallimard, coll. Folio[74]
- 1988 : Mais (avec Marek Halter), Paris, Édition Neo/Soco Invest
- 1989 : Vidal et les siens, (avec Véronique Grappe-Nahoum et Haïm Vidal Séphiha), Paris, Le Seuil. Essai sur son père.
- 1990 : Introduction à la pensée complexe, Paris, ESF ; réédition : Paris, Le Seuil, 2005
- 1991 : Un nouveau commencement (avec Bocchi Gianluca et Mauro Ceruti), Paris, Le Seuil
- 1993 : Terre-Patrie (avec Anne-Brigitte Kern), Paris, Le Seuil[75]
- 1994 : Mes démons, Paris, Stock ; réédition : Paris, Le Seuil, 1998
- 1994 : La complexité humaine [sous la dir. de], Paris, Flammarion
- 1995 : Les Fratricides : Yougoslavie-Bosnie (1991-1995), Paris, Arléa
- 1995 : Une année sisyphe : journal (1994), Paris, Le Seuil
- 1997 : Comprendre la complexité dans les organisations de soins (avec Jean-Louis Le Moigne), Paris, ASPEPS
- 1997 : Une politique de civilisation (en collaboration avec Sami Naïr), Paris, Arléa
- 1997 : Amour, Poésie, Sagesse, Paris, Le Seuil
- 1998 : L'Intelligence de la complexité (avec Jean-Louis Le Moigne), Paris, L'Harmattan
- 1999 : Relier les connaissances, Paris, Le Seuil
- 1999 : Une tête bien faite : Repenser la réforme, réformer la pensée, Paris, Le Seuil[76]
- 2000 : Sept savoirs nécessaires à l'éducation du futur, Paris, Le Seuil
- 2000 : Dialogue sur la nature humaine (avec Boris Cyrulnik), Paris, L'Aube
- 2000 : Nul ne connaît le jour qui naîtra, l'intégrale des entretiens Noms de Dieux d'Edmond Blattchen, Alice.  (ISBN 978-2930182384)
- 2001 : Journal de Plozévet, Bretagne, 1965, Paris, L'Aube
- 2002 : Dialogue sur la connaissance. Entretiens avec des lycéens (entretiens conçus et animés par Alfredo Pena-Vega et Bernard Paillard), Paris, La Tour d’Aigues
- 2002 : Pour une politique de civilisation, Paris, Arléa
- 2003 : La Violence du monde (avec Jean Baudrillard), Paris, Édition du Félin
- 2003 : Éduquer pour l'ère planétaire, la pensée complexe comme méthode d’apprentissage dans l’erreur et l’incertitude humaine (avec Raul Motta et Émilio-Roger Ciurana), Paris, Balland
- 2003 : Université, quel avenir ? (avec Alfredo Pena-Vega), Paris, Éditions Charles Léopold Mayer
- 2003 : Les Enfants du ciel : entre vide, lumière, matière (avec Michel Cassé), Paris, Odile Jacob
- 2004 : Pour entrer dans le XXIe siècle, Paris, Le Seuil (réédition revisée de Pour sortir du XXe siècle, 1983)
- 2005 : Culture et Barbarie européennes, Paris, Bayard
- 2006 : Pour un nouvel imaginaire politique (avec Mireille Delmas-Marty et René Passet), Paris, Fayard
- 2006 : Itinérance (entretien avec Marie-Christine Navarro), Paris, Arléa
- 2006 : Le Monde moderne et la question juive, Paris, Le Seuil ; réédition : Paris, Le Seuil, 2012
- 2007 : L'An I de l'ère écologique (avec Nicolas Hulot), Paris, Tallandier
- 2007 : Où va le monde ?, Paris, L'Herne
- 2007 : Vers l'abîme ?, Paris, L'Herne
- 2008 : Mon chemin (entretien avec Djénane Kareh Tager), Paris, Fayard
- 2008 : Vive la politique ? (avec Claude Lefort), Grenoble, Forum Libération de Grenoble
- 2008 : La Méthode, coffret des six volumes en deux tomes, Paris, Le Seuil
- 2009 : Crises, Paris, Éditions du CNRS
- 2009 : La Pensée tourbillonnaire, Paris, Éditions Germina
- 2009 : Edwige, l'inséparable, Paris, Fayard
- 2009 : Au-delà du développement. Pour une politique de l'humanité ? [sous la dir. de], Paris, Atlantique
- 2010 : Pour et contre Marx, Paris, Temps présent[77] ; réédition : Paris, Flammarion, 2012
- 2010 : Ma gauche, Paris, Éditions François Bourin
- 2010 : Comment vivre en temps de crise ? (avec Patrick Viveret), Paris, Bayard
- 2010 : Regards sur le sport [sous la dir. de Benjamin Pichery et François L’Yvonnet], Paris, Le Pommier / INSEP ; Réédition revue et augmentée : Le sport porte en lui le tout de la société, Paris, Cherche-Midi / INSEP 2020,  (ISBN 978-2749165134))
- 2011 : La Voie : pour l'avenir de l'humanité, Paris, Fayard
- 2011 : Rendre la terre habitable (avec Peter Sloterdijk), Paris, Pluriel
- 2011 : Conversation pour l'avenir (avec Gilles Vanderpooten), Paris, L'Aube
- 2011 : Dialogue sur la connaissance : Entretiens avec des lycéens, Paris, L'Aube
- 2011 : Le philosophe indiscipliné, Paris, Le Monde, Hors série
- 2011 : Mes philosophes, Paris, Germina, 2011 ; réédition : Paris, Fayard, 2013
- 2011 : Le Chemin de l'espérance (avec Stéphane Hessel), Paris, Fayard
- 2012 : Le Monde n'a plus de Temps à perdre (avec plusieurs membres du Collegium International), Paris, LLL
- 2012 : La France est une et multiculturelle. Lettre aux citoyens de France (avec Patrick Singaïny), Paris, Fayard
- 2012 : Journal (1962-1987), Paris, Le Seuil
- 2012 : Journal (1992-2010), Paris, Le Seuil
- 2012 : Dialogue sur la politique : la gauche et la crise (avec François Hollande), Paris, L'Aube
- 2013 : Mon Paris, ma mémoire, Paris, Fayard
- 2013 : La rencontre improbable et nécessaire (avec Sabah Abouessalam), Paris, Presses de la Renaissance
- 2014 : Notre Europe : Décomposition ou métamorphose (avec Mauro Ceruti), Paris, Fayard
- 2014 : Au péril des idées (avec Tariq Ramadan), Paris, Presses du Châtelet
- 2014 : Enseigner à vivre. Manifeste pour changer l'éducation, Paris, Actes Sud-Play Bac Éditions
- 2015 : Avant, pendant, après le 11 janvier (avec Patrick Singaïny), Paris, L'Aube
- 2015 : Qui est Daech ? (avec Régis Debray, Tahar Ben Jelloun, Michel Onfray, Olivier Weber, Jean-Christophe Rufin et Gilles Kepel), Paris, Éditions Philippe Rey
- 2015 : Impliquons-nous ! Dialogue pour le siècle (avec Michelangelo Pisto), Paris, Actes Sud
- 2015 : Penser global : L'humain et son univers, Paris, Robert Laffont
- 2015 : L'aventure de la méthode, Paris, Le Seuil
- 2016 : Sur l'esthétique, Paris, Robert Laffont
- 2016 : Pour une crisologie, Paris, L'Herne
- 2016 : Écologiser l'Homme, Paris, Lemieux Éditeur
- 2017 : Connaissance, Ignorance, Mystère, Paris, Fayard
- 2017 : L’Île de Luna (roman), Paris, Actes sud
- 2017 : L'Urgence et l'Essentiel (avec Tariq Ramadan), Paris, Éditions Don Quichotte
- 2017 : Le temps est venu de changer de civilisation (avec Denis Lafay), Paris, L'Aube
- 2017 : Où est passé le peuple de gauche ?, Paris, L'Aube, 2017[78]
- 2017 : Ce que fut le communisme, Paris, L'Aube
- 2018 : Pour résister à la régression, Paris, L'Aube
- 2018 : Le Cinéma : Un art de la complexité, Paris, Nouveau Monde Éditions[79]
- 2018 : Poésies du métropolitain, Paris, Descartes & Cie
- 2019 : La Marseillaise, Paris, L'Aube
- 2019 : La Fraternité, pourquoi ? : Résister à la cruauté du monde, Paris, L'Aube
- 2019 : Chronique d'un été (avec Jean Rouch), Paris, L'Aube
- 2019 : Les souvenirs viennent à ma rencontre, Paris, Fayard[80],[81]
- 2020 : Quelle école voulons-nous ? La Passion du savoir (avec Jean-Michel Blanquer), Paris, Odile Jacob
- 2020 : Sur la crise : Pour une crisologie suivi de Où va le monde ?, Paris, Éditions Flammarion, coll. Champs (réunion de deux textes anciens, le premier datant de 2016 le deuxième de 1981)
- 2020 : Changeons de voie : Les leçons du coronavirus (avec la collaboration de Sabah Abouessalam), Paris, Denoël[82]
- 2020 : L'entrée dans l'ère écologique, Paris, L'Aube[83]
- 2021 : Frères d'âme (entretien avec Pierre Rabhi sur des questions de Denis Lafay), Paris, L'Aube
- 2021 : Leçons d'un siècle de vie, Paris, Denoël,  (ISBN 978-22-07163-07-8)[84]
- 2022 : Réveillons-nous !, Paris, Éditions Denoël,  (ISBN 978-22-07165-25-6)
- 2023 : De guerre en guerre : De 1940 à l'Ukraine, La Tour-d'Aigues/impr. en Bulgarie, Éditions de l'Aube, 99 p. (ISBN 978-2-8159-5460-0).
- 2023 : Encore un moment… : Textes personnels, politiques, sociologiques, philosophiques et littéraires, Paris, Denoël,  (ISBN 978-22-07178-30-0)
- 2023 : Mon ennemi c'est la haine, dialogues avec Véronique Châter et Jean-Claude Perrier, Paris, L'Aube
- 2023 : Edgar Morin : les cent premières années, sous la direction de Pascal Ory, Claude Fischler, avec la participation d'Edgar Morin Hermann, Collection : Colloque de Cerisy, 352 p.
- 2024 : Cheminer vers l'essentiel, Albin Michel
- 2024 : ¡Boga, boga! Comunicación como un mover, préface au livre de Massoni et Bussi.
- 2025 : Y a-t-il des leçons de l'Histoire ?, Denoël

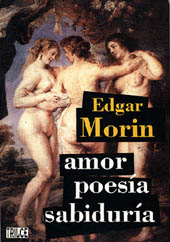
Couverture de la traduction espagnole dAmour, Poésie, Sagesse d'Edgar Morin.

## Filmographie
- 1961 : Chronique d'un été, coréalisé avec Jean Rouch.
- 1964 : L'Heure de la vérité d'Henri Calef, scénario d'Edgar Morin, Maurice Clavel et Henri Calef.
- 1966 : Un certain regard. Le cinéma vérité, d'Edgar Morin, réalisation Alexis Klémentieff et Jacques Prayer (ORTF).
- 2004 : Regard sur Edgar, entretiens thématiques accordés à Samuel Thomas, en DVD aux Éditions Montparnasse (267 min).
- 2008 : Edgar Morin, un penseur planétaire., réalisé par Jeanne Mascolo de Filippis, coll. Empreintes, diffusé sur France 5 et disponible en DVD.
- 2009 : Nous resterons sur Terre, film environnemental réalisé par Olivier Bourgeois et Pierre Barougier (sortie 8 avril 2009).
- 2010 : Regards sur le sport : Edgar Morin, sociologue, INSEP, Paris, 2010, 110 min.
- 2014 : Edgar Morin, chronique d'un regard, coréalisé par Céline Gailleurd et Olivier Bohler, avec le soutien du Centre national de la cinématographie (CNC)[85] et de la région PACA, 81 minutes (date de sortie: 29 avril 2015).
- 2017 : Enseignez à vivre ! – Edgar Morin et l’éducation innovante, Abraham Ségal, 90 minutes.

## Distinctions

### Décorations
- Grand-croix de la Légion d'honneur en 2021[86] (officier en 1992, commandeur en 2001[87], grand officier en 2016[88]).
- Grand officier de l'ordre national du Mérite en 2012[89].
- Commandeur de l'ordre des Arts et des Lettres[90].
- Grand-croix de l'ordre de Sant'Iago de l'Épée (Portugal)[90].
- Commandeur de l'ordre du Mérite intellectuel (Maroc)[91].
- Officier de l’ordre du Mérite civil (Espagne)[90].

### Honneurs
- Directeur de recherche émérite au Centre national de la recherche scientifique (CNRS)[90].
- Président du conseil scientifique de l'Institut des sciences de la communication du CNRS[90].
- Président de l'Agence européenne pour la culture (Unesco)[90].
- Président de l'Association pour la pensée complexe[90].
- Président de l'association La Voix du Net[90].
- Laus honoris causa de l'Institut Piaget au Portugal[90].
- Colegiado de Honor du Conseil de l'enseignement supérieur d'Andalousie (Espagne)[90].
- Membre de l'Académie de la Latinité (Rio de Janeiro)[90].
- Membre correspondant de l'Académie brésilienne des lettres[90].
- Membre du comité de parrainage de l'association Marianne de la diversité[90].
- Membre d'honneur du club de Budapest[92].

### Prix
- Prix Ibn Khaldoun pour la promotion des études et des recherches en sciences humaines et sociales, Tunisie (2015)[93].
- Médaille de la Ville de Paris (2012)[90].
- Prix du Bertalanffy Center for the Study of Systems Science, Autriche (2012)[90].
- Prix Averroès, Maroc (2009)[90].
- Prix Nonino, Italie (2004)[90].
- Premio internazionale Federico Nietzsche, Italie (2003)[90].
- Prix Poetica do pensar, Portugal (2002)[90].
- Médaille d’or du Centre Pio Manzu, Unesco (2001)[90].
- Prix international de Catalogne, Espagne (1994)[90].
- Prix Media (culture) de l'Association des journalistes européens (1992)[90].
- Médaille de la Chambre des députés de la République italienne (1989)[90].
- Prix Viareggio international, Italie (1989)[90].
- Prix européen de l'essai Charles-Veillon (1987).
- Médaille d'or (Aristote d'or) de l'Unesco[90].

### Docteurhonoris causa
Il est docteur honoris causa de nombreuses universités, parmi lesquelles :
- Université du Natal en Afrique du Sud.
- Université nationale de Santiago del Estero en Argentine.
- Université libre de Bruxelles en Belgique.
- Université pontificale catholique du Rio Grande do Sul, université de João Pessoa et université Candido Mendes de Rio de Janeiro au Brésil.
- Université technologique de La Paz en Bolivie.
- Université Laval au Québec, Canada.
- Université de Santiago du Chili au Chili.
- Université d'Odense au Danemark (aujourd'hui université du Danemark du Sud).
- Université autonome de Barcelone, université de Valence en Espagne.
- Université Aristote de Thessalonique en Grèce.
- Université de Pérouse (sciences politiques), université de Palerme (psychologie), université de Bergame, université de Milan, université de Messine et université de Macerata (pédagogie) en Italie.
- Université Ricardo-Palma, université nationale principale de San Marcos, université La Cantuta (Pérou) et université nationale Pedro Ruiz Gallo au Pérou.
- Université de pédagogie de Cracovie en Pologne.
- Université de Genève (sociologie) en Suisse.

#### Bases de données et dictionnaires
- Ressources relatives à l'audiovisuel :   - Africultures
  - Filmportal
  - IMDb
  - Unifrance
- Ressources relatives à la recherche :   - Cairn
  - Canal-U
  - Isidore
  - Persée
- Ressources relatives à la littérature :   - Académie française (lauréats)
  - Enciclopedia de la literatura en México
  - Étonnants voyageurs
- Ressource relative au spectacle :   - Les Archives du spectacle
- Ressource relative à plusieurs domaines :   - Radio France
- Ressource relative à la vie publique :   - Maitron
- Notices dans des dictionnaires ou encyclopédies généralistes :   - Brockhaus
  - Den Store Danske Encyklopædi
  - Deutsche Biographie
  - Enciclopedia italiana
  - Enciclopedia De Agostini
  - Gran Enciclopèdia Catalana
  - Hrvatska Enciklopedija
  - Munzinger
  - Treccani
  - Universalis
  - Visuotinė lietuvių enciklopedija
- Notices d'autorité :   - VIAF
  - ISNI
  - BnF (données)
  - IdRef
  - LCCN
  - GND
  - Italie
  - Japon
  - CiNii
  - Espagne
  - Belgique
  - Pays-Bas
  - Pologne
  - Israël
  - NUKAT
  - Catalogne
  - Canada
  - Norvège

#### Audio
- une série d'émissions consacrée à Edgar Morin diffusée par France Inter, comprenant des extraits de ses textes biographiques et des entretiens avec l'auteur, 2018-2020.
- émission spéciale consacrée à Edgar Morin par France Culture dans le cadre de la quotidienne Le cours de l'Histoire.

#### Vidéos
- Un été + 50 (film de court-métrage en 35mm) – conversation entre Edgar Morin et Jean Rouch au Musée de l’Homme à propos de Chronique d'un été (1961)
- Sept leçons complexes pour l'éducation future – vidéo sous-titrée en anglais
- Le défi de la complexité - Edgar Morin, à l'USI – vidéo : “Dire que c’est complexe est un incapacité de comprendre ou d’expliquer”
- Vidéos d'Edgar Morin réalisées par Denis Failly autour d'Intelligence de la complexité issu du colloque de Cerisy
- Regard sur Edgar Entretiens thématiques réalisés par Samuel Thomas.
- Edgar Morin nous donne sa vision de l'homme et de la planète
- Conférence : Crise et mondialisation, abîme ou salut ?
- Conférence : université d'Été : Relier les Connaissances, Transversalité, Interdisciplinarité. Production : université Louis-Pasteur, Strasbourg, 2002
- « Edgar Morin dans Le Courrier de l'UNESCO », sur UNESCO, 4 mai 2019 (consulté le 28 mai 2019).
- Edgar Morin en 2003, une archive de la Télévision suisse romande
- Bande annonce du film Edgar Morin, chronique d'un regard

#### Textes et articles
- Le Manifeste pour la Métamorphose du Monde avec Pierre F.Gonod et Paskua
- Les sept savoirs nécessaires à l’éducation du futur, en plusieurs langues, sur le site de l’UNESCO
- Charte de la Transdisciplinarité
- Appel d'Edgar Morin pour les biens communs Président de La Voix du Net
- Edgar Morin dans le Courrier de l'UNESCO

#### Entretiens
- Nicole Mathieu, Alfredo Pena Vega et Marianne Cohenn « Edgar Morin : le “contrebandier” d’une pensée complexe », entretien avec Edgar Morin, Natures, Sciences, Sociétés, 1996.
- Daniel Bougnoux et Bastien Engelbach, « Entretien avec Edgar Morin (2) : Science et philosophie », nonfiction.fr,‎ 10 avril 2008 (lire en ligne)
- Entretien d'Edgar Morin avec Daniel Mermet sur France Inter
- De nombreux documents sur Edgar Morin
- Entretien et portrait d'Edgar Morin par Ariane Laroux : Portraits parlés aux éditions de l'Âge d'Homme.
- Entretien avec Edgar Morin sur La Voie
- Edgar Morin, une voie pour éviter le désastre annoncé Par Rue89, nouvelobs.com, 23/01/2011
- Dialogues en humanité : Les réformes pour le XXIe siècle selon Edgar Morin, version mars 2010
- Journal Le Monde 29/04/2017. Propos recueillis par Nicolas Truong Edgar Morin : « Cette élection est un saut dans l’inconnu » - article : "Dans un entretien au « Monde », le sociologue estime qu’il faut dépasser l’opposition stérile entre mondialisme et nationalisme"
- Entretien avec Edgar Morin, invité de François Busnel, La Grande Librairie, 9 juin 2021
- Edgar Morin - Regard d'un humaniste centenaire, rencontre et entretien avec Augustin Trapenard, La Grande Librairie, 8 novembre 2023